# مايومي إيزوكا
مايومي إيزوكا (飯塚雅弓 إيزوكا مايومي)هي مطربة وممثلة أداء صوتي يابانية ولدت في 3 يناير 1977 في طوكيو، اليابان.

## أدوارها في الأنمي

### مسلسلات أنمي تلفزيونية
- بوكيمون - ميستي
- إسكافلوني السماء - ميلرنا أستون
- شيكاباني هيمي: أكا - كون أوساكي
- Kanon (2002) - ماكوتو ساواتاري
- Kanon (2006) - ماكوتو ساواتاري
- الساحر أورفن - كليو إيفرلاستينغ
- يوفو برنسس فالكيري - راين
- ستار أوشن EX - رينا لانفورد

### أفلام أنمي
- سلسلة أفلام بوكيمون - ميستي

## أدوارها في ألعاب الفيديو
- مارفل VS كابكوم 3 - ترون بون
- ألتيميت مارفل VS كابكوم 3 - ترون بون

## ألبومات
1. كاتاوموي، 1997
2. مينتو تو كوتيبوي، 1998
3. سو لوفينغ، 1999
4. أيريس، 2000
5. هيماواري، 2001
6. نيجي نو ساكو باشو، 2002
7. سمايل x سمايل، 2003
8. ∞إنفينيتي∞، 2004
9. ماين، 2005
10. تين لاف، 2006
11. كريستال ديز، 2007
12. ستوريز، 2008
13. فايت!!، 2009
14. كيميئي...، 2009

## روابط خارجية
- مايومي إيزوكا على موقع IMDb (الإنجليزية)
- مايومي إيزوكا على موقع ألو سيني (الفرنسية)
- مايومي إيزوكا على موقع ميوزك برينز (الإنجليزية)
- مايومي إيزوكا على موقع قاعدة بيانات الفيلم (الإنجليزية)
- مايومي إيزوكا على موقع كينوبويسك (الروسية)
- مايومي إيزوكا على موقع ANN person (الإنجليزية)